# Celui qui chuchotait dans les ténèbres
Ne doit pas être confondu avec Celui qui hantait les ténèbres.
Celui qui chuchotait dans les ténèbres (The Whisperer in Darkness) est une nouvelle de science-fiction de Howard Phillips Lovecraft, publiée dans le pulp Weird Tales en août 1931.

## Intrigue
Après une grave inondation dans le Vermont, les journaux locaux rapportent avoir observé d'étranges créatures dans les rivières environnantes. Albert N. Wilmarth, professeur d'anglais à l'université Miskatonic d'Arkham, reçoit un jour une lettre d'un certain Henry Wentworth Akeley, qui vit dans une maison isolée et prétend détenir des preuves irréfutables que ces rapports sont vrais et qu'il existe bel et bien des créatures étranges dans les montagnes. Ces créatures, poursuit Akeley, seraient venues de l'espace pour extraire dans les montagnes certains minéraux que l'on ne trouve que sur Terre. Cependant, comme elles n'ont aucune intention hostile envers l'humanité, les Fungi de Yuggoth ou Mi-go, comme on les appelle, s'efforcent, avec l'aide de quelques humains, de cacher leur existence au grand public. De plus, ils vénéraient des créatures appelées Cthulhu ou Nyarlathotep.
Akeley finit par demander l'aide de Wilmarth. Il souligne toutefois le danger que représenterait la venue du professeur en personne. Ils conviennent donc de rester en contact par courrier. S'ensuit alors une correspondance intense entre les deux hommes, dans laquelle Akeley envoie au professeur de plus en plus d'indices censés prouver l'existence de ces créatures. Mais il ne faut pas longtemps avant que les premières lettres disparaissent. De plus, quelqu'un semble vouloir tuer Akeley, car plusieurs attentats sont perpétrés contre lui. La situation s'aggrave finalement à tel point qu'Akeley se retrouve une nuit dans une fusillade avec ces créatures. Presque tous ses chiens de garde sont tués, mais plusieurs de ces créatures périssent également.
Dans une autre lettre, il décrit comment l'un des cadavres se désagrège sous ses yeux et que leur sang est un liquide verdâtre répugnant. Peu après, Wilmarth reçoit une nouvelle lettre. Akeley y explique que tout cela n'est qu'un grand malentendu, qu'il a rencontré les extraterrestres et qu'ils lui ont démontré leurs intentions pacifiques. Il invite finalement Wilmarth à lui rendre visite et à apporter les lettres et les photos qu'il lui a envoyées, ce que Wilmarth accepte avec hésitation.
Lorsque Wilmarth arrive, il trouve Akeley dans un état physique pitoyable, immobile sur un fauteuil dans une pièce sombre. Akeley raconte à Wilmarth l'histoire de la race extraterrestre et des merveilles qu'elle lui a révélées. Il ajoute que ces êtres sont capables de prélever chirurgicalement un cerveau humain et de le conserver dans un récipient où il peut vivre indéfiniment et résister aux rigueurs d'un voyage dans l'espace. Après avoir montré plusieurs de ces récipients au professeur, Akeley poursuit. Il dit avoir accepté d'entreprendre un tel voyage. Un autre récipient contient déjà un cerveau. Celui-ci informe Wilmarth, à l'aide d'appareils appropriés, des aspects positifs du voyage et tente de convaincre le professeur de se joindre à eux pour le voyage vers Yuggoth, l'avant-poste des créatures dans notre système solaire (qui s'avère plus tard être Pluton). Au cours de ces conversations, Wilmarth éprouve un vague sentiment de malaise, principalement dû à la manière étrange dont Akeley chuchote. Wilmarth demande d'abord à pouvoir réfléchir à cette offre pendant la nuit.
Pendant la nuit, Wilmarth, qui souffre d'insomnie, surprend une conversation inquiétante entre plusieurs personnes, dont certaines semblent avoir une voix particulièrement étrange. Lorsque tout redevient calme, il se faufile dans la pièce pour voir ce qui se passe. Il constate qu'Akeley n'est plus là, mais qu'il a laissé ses vêtements. En y regardant de plus près, il fait une découverte terrifiante qui le pousse à s'enfuir de la maison. Lorsque les autorités arrivent le lendemain, elles ne trouvent qu'une maison criblée de balles. Akeley a disparu, ainsi que toutes les preuves physiques de la présence des créatures. À la fin de l'histoire, Wilmarth révèle la découverte qui l'a poussé à s'enfuir avec horreur : ce qu'il avait d'abord pris pour les vêtements d'Akeley était en réalité son visage et ses mains. Ceux-ci, selon lui, étaient utilisés par quelque chose d'inhumain pour se faire passer pour un être humain. Il est désormais convaincu que le récipient dans cette pièce sombre, avec la créature qui murmurait, contenait le cerveau d'Henry Wentworth Akeley.

## Personnages principaux
- Albert N. Wilmarth, professeur de littérature à l’université de Miskatonic, Arkham, Massachusetts.
- Henry Wentworth Akeley, 57 ans, folkloriste.

## Adaptation cinématographique
- 1993 : Necronomicon (H.P. Lovecraft's : Necronomicon), film à sketches américain réalisé par Brian Yuzna, Christophe Gans et Shūsuke Kaneko, d'après les nouvelles Les Rats dans les murs, Celui qui chuchotait dans les ténèbres et Air froid (en) de H. P. Lovecraft

- 2011 : The Whisperer in Darkness, film indépendant réalisé par Sean Branney.

### Bibliographie

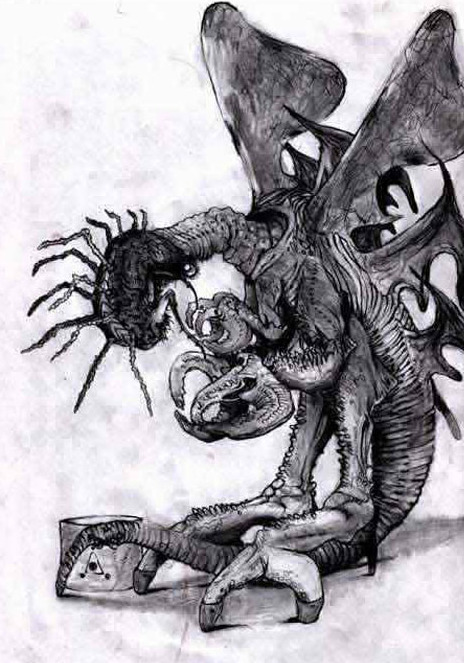
Un représentant de ceux du dehors.